# Bernd Hebecker
Bernd Hebecker (* 5. Oktober 1955 in Bremen) ist ein ehemaliger deutscher Dartspieler. Als einer der ersten Präsidenten des Deutschen Dart-Verbandes (DDV) und erster deutscher Profi in dieser Sportart gehört er zu den Pionieren des Dartsports in Deutschland.

## Sportlicher Werdegang
1977 kam Bernd Hebecker in der Bremer Kneipe Broadway, in der bald darauf der erste Dart-Verein in Bremen gegründet wurde, mit dem Dartsport in Berührung. Bald folgte der Start der ersten Liga in Bremen und in anderen deutschen Städten sowie Anfang der 1980er Jahre die Ausrichtung von ersten deutschen Meisterschaften. 1981 wurde Hebecker deutscher Vize-Meister im Doppel, 1983 belegte er bei den nationalen Einzelmeisterschaften den zweiten Platz. 1984 und 1985 fungierte er zudem als Präsident des Deutschen Dart-Verbandes und gehört damit zu den Pionieren des Dartsports in Deutschland.
1984 wurde Hebecker deutscher Meister. Es folgten Siege bei den German Open (1986), dem ersten in Deutschland ausgetragenen Dartturnier, das für die Weltrangliste gewertet wurde, dem German Gold Cup, den Dortmund Open und dem Bremen Open, der damals neben den niederländischen Dartevents größten Veranstaltung außerhalb Großbritanniens. 1992 stand er im Achtelfinale der British Open. Beim Europe Cup im selben Jahr belegte er hinter Phil Taylor und John Lowe den dritten Platz. Als erster Deutscher konnte er sich aufgrund dieser Ergebnisse für die WM qualifizieren, schied aber im Auftaktspiel gegen den Dänen Jann Hoffmann aus. 1996 erreichte er das Halbfinale der French Open. Im selben Jahr fand er einen Sponsor und startete in der Folge als erster Deutscher in der Welttour als Profi. Neun Mal nahm er an den World Masters teil, und der Dartsproduzent Bottelsen benannte eine Edition nach ihm. Im Jahr 2000 beendete er seine Laufbahn.

## Privates
Bernd Hebecker war beruflich als Anästhesieassistent tätig. 2010 erkrankte er schwer und ging in den Ruhestand. Er moderiert ein Sportfernsehen im Bremer Bürgerrundfunksender Radio Weser.TV (Stand 2021). Er ist in dritter Ehe verheiratet (Stand 2020).

## Weltmeisterschaftsresultate

### BDO
- 1993: 1. Runde (0:3-Niederlage gegen  Jann Hoffmann)

## Titel

### BDO
- German Gold Cup: (2) 1985, 1988
- Dortmund Open: (1) 1988-01

### Sonstige
- German Open: (1) 1986